# Boiga
A Boiga a hüllők (Reptilia) osztályának pikkelyes hüllők (Squamata) rendjébe, ezen belül a siklófélék (Colubridae) családjába tartozó nem.

## Származása, előterjedése
Eredeti előfordulási területe India, Délkelet-Ázsia és Ausztrália, de a szívós, jól alkalmazkodó kígyók emberi segédlettel a sokfelé megtelepedtek. Új élőhelyeiken gyakran inváziós fajoknak bizonyulnak. A barna fakígyót (Boiga irregularis) amerikai katonák telepítették be a Mariana-szigetekre — például Guamra — a 2. világháború idején, és természetes ellenségek híján elszaporodva komoly károkat okoz.

## Megjelenése, felépítése
Színezete nagyon változatos. Az egyes fajok lehetnek feketék, barnák, zöldek, fehér vagy sárga csíkokkal vagy egyéb mintázattal.

## Életmódja, élőhelye
Éjszaka tevékeny; főleg a fák koronájában vadászik — főleg gyíkokra, de megeszi a kisebb madarakat, rágcsálókat és akár más kígyókat is.
Harapása enyhén mérgező.

## Fajai
A nembe 35 fajt sorolnak:
- andamáni mangrovesikló (Boiga andamanensis) (Wall, 1909)
- Boiga angulata (Peters, 1861)
- Boiga barnesii (Günther, 1869)
- Boiga beddomei (Wall, 1909)
- Boiga bengkuluensis Orlov, Kudryavtzev, Ryabov & Shumakov, 2003
- Boiga blandingii (Hallowell, 1844)
- Boiga bourreti Tillack, Ziegler & Le Khac Quyet, 2004
- ceyloni mangrovesikló Boiga ceylonensis) (Günther, 1858)
- zöld macskakígyó (Boiga cyanea) (Duméril, Bibron & Duméril, 1854)
- kutyafogú mangrovesikló (Boiga cynodon) (F. Boie, 1827)
- mangrovesikló (Boiga dendrophila) (F. Boie, 1827)
- Boiga dightoni (Boulenger, 1894)
- Boiga drapiezii (F. Boie, 1827)
- Boiga flaviviridis G. Vogel & Ganesh, 2013
- Boiga forsteni (Duméril, Bibron & Duméril, 1854)
- Boiga gokool (Gray, 1835)
- Boiga guangxiensis Wen, 1998
- Boiga jaspidea (A.M.C. Duméril, Bibron & A.H.A. Duméril, 1854)
- barna fakígyó vagy barna mangróvesikló (Boiga irregularis) (Bechstein, 1802) — típusfaj
- Boiga jaspidea (Duméril, Bibron & Duméril, 1854)
- Boiga kraepelini Stejneger, 1902
- Boiga multifasciata (Blyth, 1861)
- Boiga multomaculata (F. Boie, 1827)
- Boiga nigriceps (Günther, 1863)
- Boiga nuchalis (Günther, 1875)
- Boiga ochracea (Günther, 1868)
- Fülöp-szigeteki mangrovesikló (Boiga philippina) (Peters, 1867)
- Boiga quincunciata (Wall, 1908)
- sávos macskakígyó (Boiga saengsomi) Nutaphand, 1985
- Boiga schultzei Taylor, 1923
- Boiga siamensis Nootpand, 1971
- Boiga tanahjampeana Orlov & Ryabov, 2002
- Boiga trigonata Schneider in Bechstein, 1802
- Boiga wallachi Das, 1998
- Boiga westermanni Reinhardt, 1863

## Fordítás
- Ez a szócikk részben vagy egészben  a   Boiga című angol Wikipédia-szócikk ezen változatának fordításán alapul.  Az eredeti cikk szerkesztőit annak laptörténete sorolja fel. Ez a jelzés csupán a megfogalmazás eredetét és a szerzői jogokat jelzi, nem szolgál a cikkben szereplő információk forrásmegjelöléseként.